# Alfonsina Storni

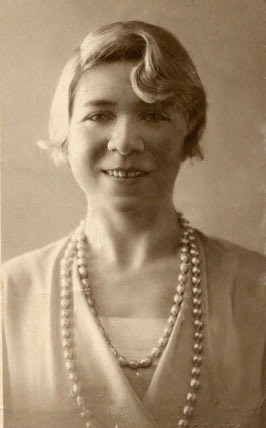
Alfonsina Storni

Alfonsina Storni (ur. 29 maja 1892, w Sala Capriasca w Szwajcarii, zm. 25 października 1938 koło Mar del Plata, w Argentynie) – była jedną z najważniejszych argentyńskich poetek z czasów modernizmu.

## Twórczość
- 1916 La inquietud del rosal
- 1918 El dulce daño
- 1919 Irremediablemente
- 1920 Languidez
- 1925 Ocre
- 1926 Poemas de amor
- 1927 El amo del mundo: comedia en tres actos – sztuka
- 1932 Dos farsas pirotécnicas – sztuka

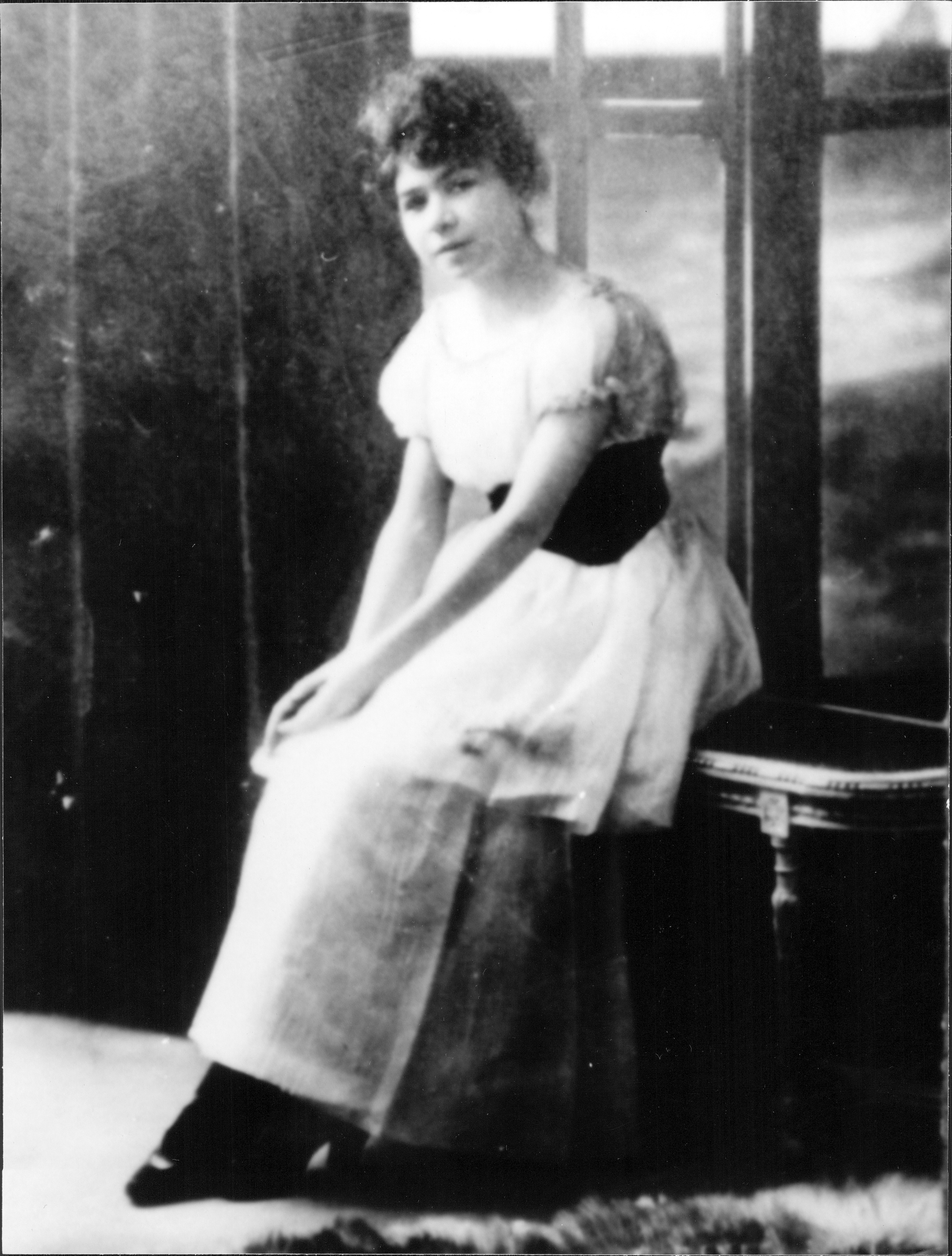
1916

- 1934 Mundo de siete pozos
- 1938 Mascarilla y trébol